# تسیرتسوو
تسیرتسوو (به آلمانی: Zierzow) یک شهر در آلمان است که در لودویگسلوست-پارشیم واقع شده‌است. تسیرتسوو ۴۵۰ نفر جمعیت دارد.